# Salviuskerk (Dronrijp)
De Salviuskerk is een kerkgebouw in Dronrijp in de Nederlandse provincie Friesland. Het kerkgebouw is een rijksmonument.

## Beschrijving
De Salviuskerk (bijgenaamd: d'Alde Wite = de oude witte) was oorspronkelijk gewijd aan Sint-Salvius. De romaanse kerk, gebouwd in de 12e eeuw werd in 1504 verbouwd, waarbij met name het koor en de zuidmuur een gotisch karakter kregen. De eenbeukige kerk is gedekt door een houten tongewelf. De toren werd in 1544 gebouwd met daarin een door Geert van Wou gegoten klok uit 1493. De zuidingang heeft een fronton met een doodshoofd tussen twee obelisken. Naast de ingang bevindt zich een memoriesteen ter nagedachtenis van Eise Eisinga. De fronton boven de oostingang heeft drie beelden van de deugden, zoals Caritas.
Het orgel uit 1653 is het oudste kerkorgel van Friesland en werd gemaakt door de gebroeders Arnoldus en Tobias Bader. Het orgel werd in de 19e eeuw gerestaureerd door Willem Hardorff en in de 20e eeuw door Bakker & Timmenga. De kerk heeft zeven herenbanken en een groot aantal grafzerken.

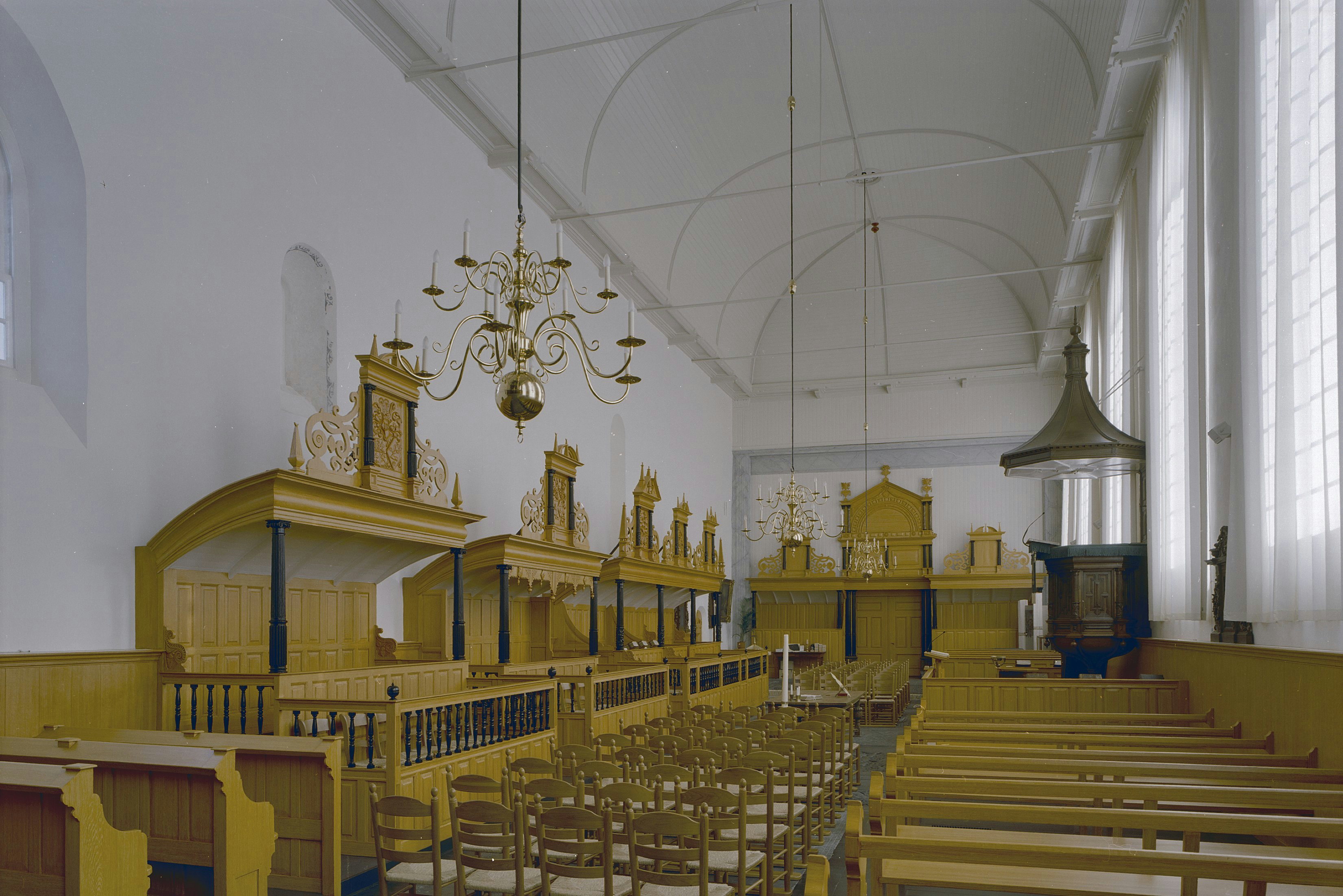
Interieur
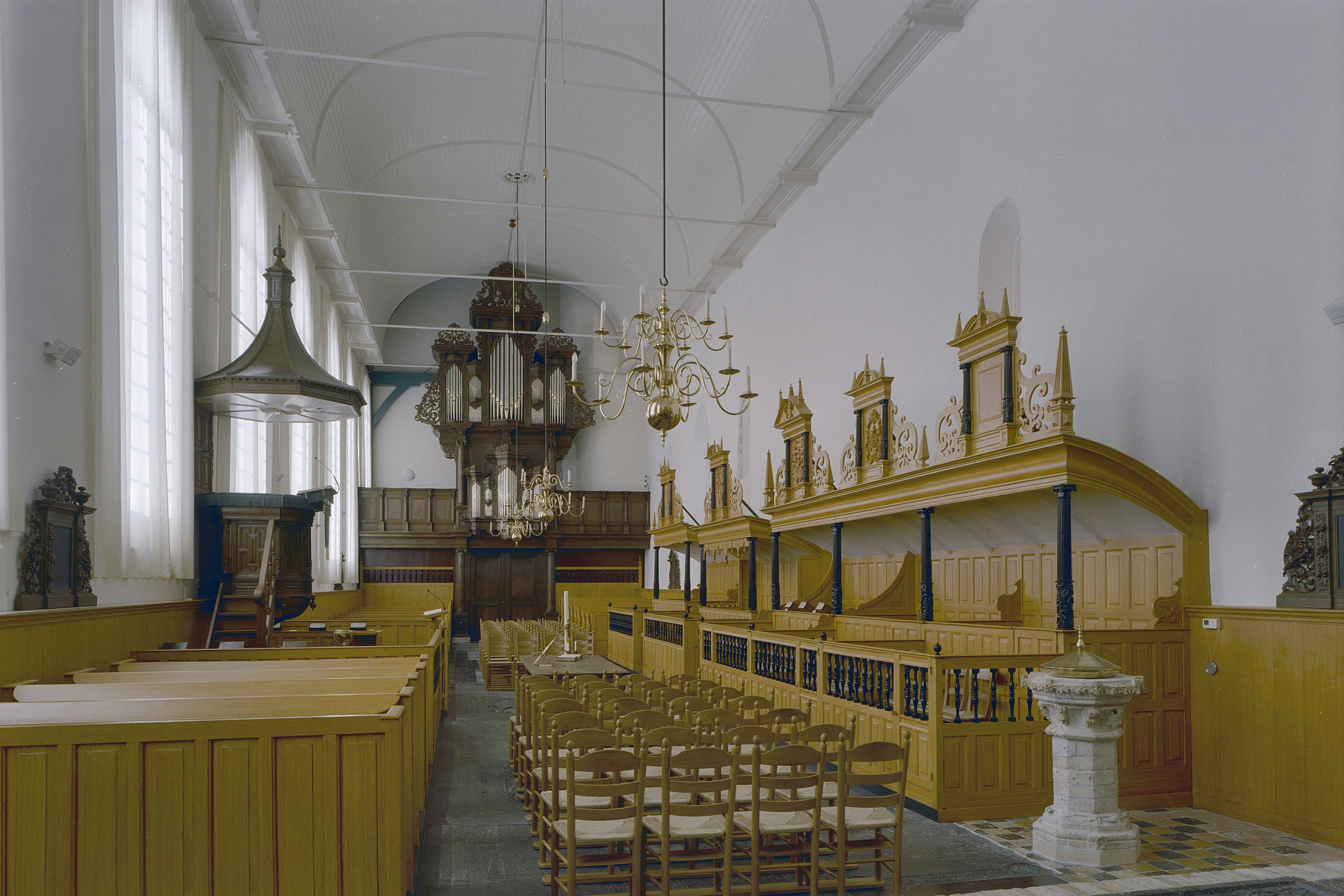
Interieur (2002)

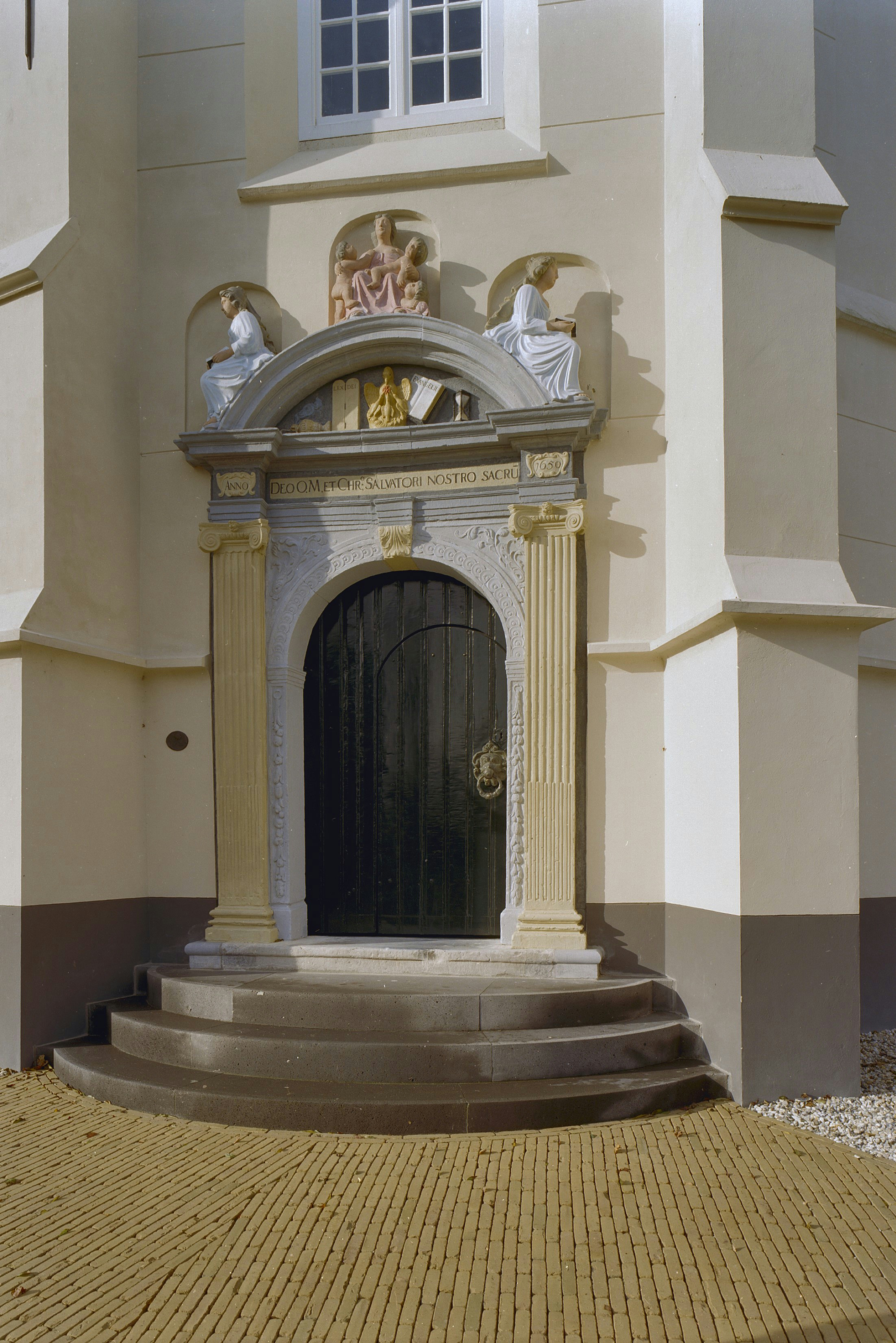
Ingangsportaal (2002)
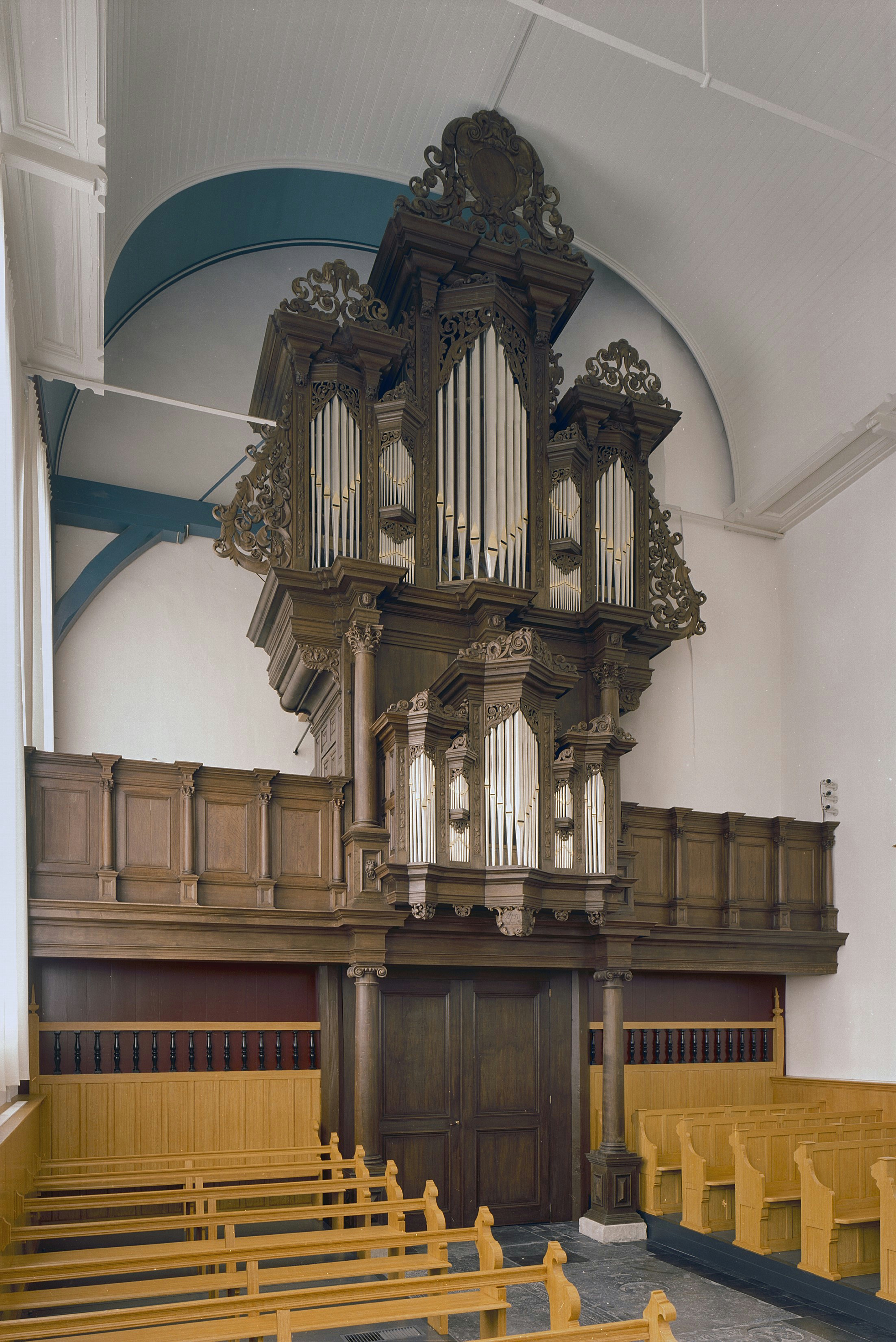
Interieur met orgel (2002)
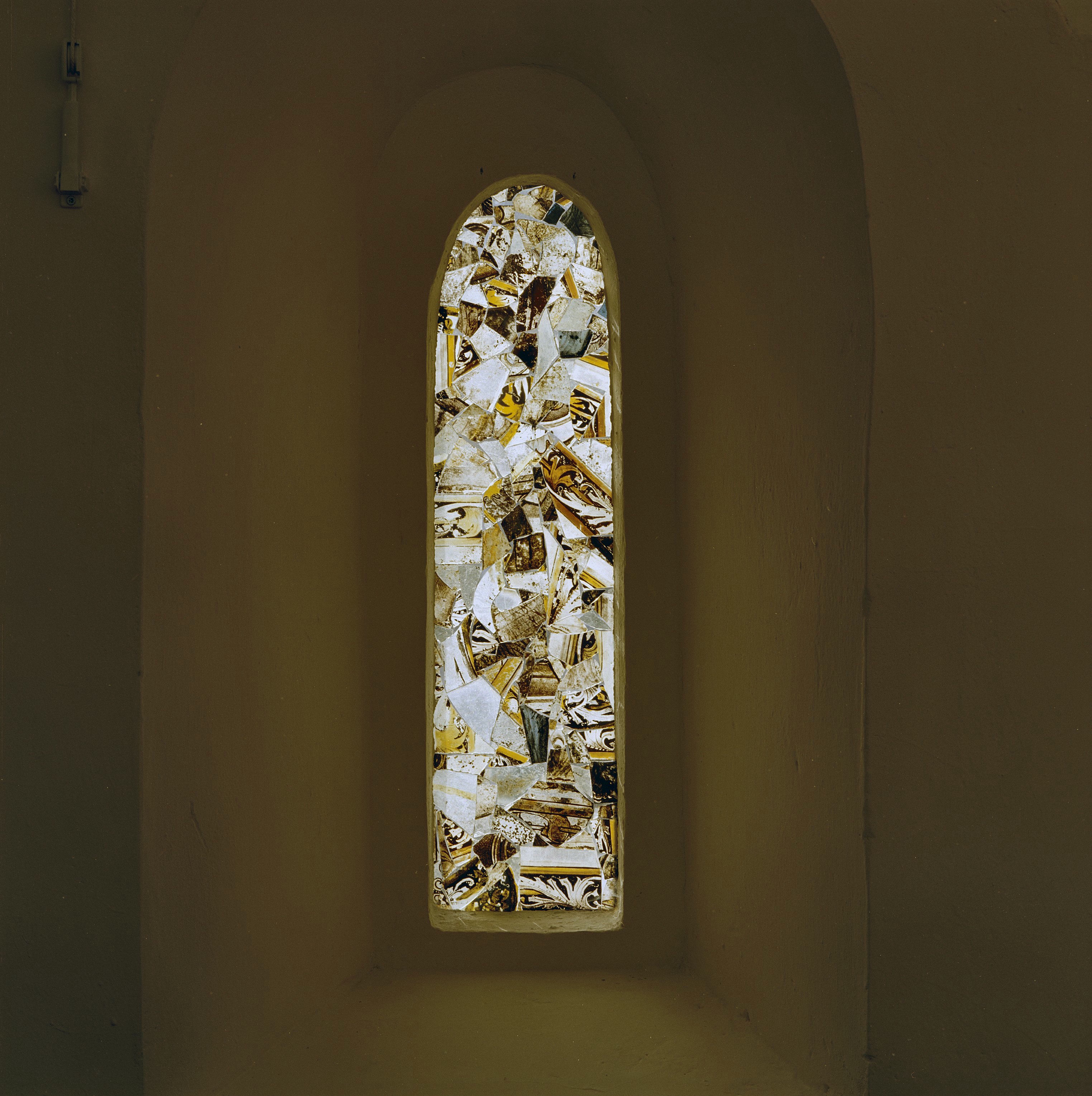
Hagioscoop